# Републикански път III-1901
Републикански път IIІ-1901 е третокласен път, част от Републиканската пътна мрежа на България, преминавщ изцяло по територията на Благоевградска област. Дължината му е 6 km.
Пътят се отклонява наляво при 40,2 km на Републикански път II-19 в източната част на град Банско и се насочва на североизток през Разложката котловина. Минава през центъра на село Баня и северно от него се свързва с Републикански път II-84 при неговия 100 km.
| Пътища, отклоняващи се надясно (населено място, № на пътя, посока на пътя) | km  | Пътища, отклоняващи се наляво (посока на пътя, № на пътя, населено място) |
| -------------------------------------------------------------------------- | --- | ------------------------------------------------------------------------- |
| Община Банско, II-19, 40,2 km, гр. Банско ←                                | 0,0 | ← гр. Банско, 40,2 km, II-19, Община Банско                               |
| Община Разлог                                                              | 2,3 | Община Разлог                                                             |
| с. Баня                                                                    | 5,2 | с. Баня                                                                   |
| (от с. Звъничево) II-84, 100 km →                                          | 6,0 | → 100 km, II-84 (до 36,6 km на II-19)                                     |